# 井上実優
井上 実優（いのうえ みゆ、1997年8月19日 - ）は日本の歌手。福岡県出身。

## 来歴・人物
小学6年で出場した唐津ジュニア音楽祭をきっかけに、音楽塾ヴォイス主宰の西尾芳彦に出会う。
中学生から歌唱・作詞・作曲の研鑽を積み、高校入学機に本格的に曲作りを始める。
2016年春に上京し、日々楽曲制作やレッスンに励む。7月、人生初ステージとなる日本武道館で、1万人の観客にバラードを披露した。R&B・ダンス・ファンク・ロック・バラード・ポップスまで、幅広いジャンルの楽曲を歌いこなす。
2017年4月、デビューシングル「Boogie Back」をリリースし、フジテレビ系TVアニメ『ドラゴンボール超』4～6月度（第84話 - 第96話）エンディングテーマソングに。同年8月発表のEP『Shake up EP』のリードトラック「Shake up」は東建コーポレーションホームメイトのテレビCMソングに。「この空の果て」は、同年10月から放送のテレビ朝日系TVドラマ『科捜研の女』(9話〜18話)のエンディングテーマに起用された。